# 안드레이 아람나우
안드레이 미칼라예비치 아람나우(벨라루스어: Андрэй Мікалаевіч Арамнаў, 러시아어: Андре́й Никола́евич Аря́мнов 안드레이 니콜라예비치 아럄노프[*], 1988년 4월 17일~)는 벨라루스의 역도 선수이다. 2008년 하계 올림픽에서 남자 헤비급 금메달을 획득했다.